# Jakovo
Jakovo (cyr. Јаково) – wieś w Serbii, w mieście Belgrad, w gminie miejskiej Surčin. W 2011 roku liczyła 6393 mieszkańców.